# Ismelia
Ismelia é um género botânico pertencente à família Asteraceae.
A autoridade científica do género é Cass., tendo sido publicado em Dictionnaire des Sciences Naturelles (segunda edição) 41: 40–41. 1826.

## Espécies
Segundo a base da dados The Plant List o género tem 7 espécies descritas, das quais 1 é aceite:
- Ismelia carinata (Schousb.) Sch.Bip.